# Telostylinus mocsaryi
Telostylinus mocsaryi är en tvåvingeart som först beskrevs av Kertesz 1899.  Telostylinus mocsaryi ingår i släktet Telostylinus och familjen Neriidae. Inga underarter finns listade i Catalogue of Life.